# Amenințare demografică
Conceptul de Amenințare demografică sau Bombă demografică este un termen utilizat în politica contemporană cu referire la creșterea demografică din cadrul unui grup etnic minoritar într-o anumită țară, care este percepută ca fiind un pericol de a modifica identitatea etnică a țării. 

## Exemple

### Bahrain
Sute de mii (între 150.000 - 300.000) de musulmani șiiți din Bahrain au protestat împotriva intențiilor guvernului de a acorda cetățenie imigranților sunniți.

### Bhutan
Bhutan are o preocupare îndelungată datorită amenințării demografice provenite din partea imigranților Lhotshampa (nepalezi) (35 % din populația țării).

### Canada
De-a lungul secolelor XIX - XX, în Canada a existat și există și în prezent o competiție între populația anglofonă (56.9%) și cea francofonă (21.3%).

### Estonia
Una din cauzele Revoluției Cântătoare din Estonia a fost îngrijorarea față de amenințarea demografică a identității naționale provenită de la afluxul mare de persoane (preponderent ruși) provenite din alte republici unionale.

### Franța
Imigrația în masă din țările arabe și musulmane și rată de fertilitate înaltă în rândul acestora sunt descrise de mulți conservatori ca reprezentând o amenințare demografică atât pentru Europa, cât și pentru Franța în special. Unii specialiști consideră că astăzi aproximativ o treime din nou-născuții francezi au părinți musulmani.

### Serbia
În regiunea sârbă Kosovo, așezarea și imigrarea în masă a albanezilor a dus la o majoritate albaneză până la începutul secolului al XX-lea, tensiunile etnice și demografice, și în cele din urmă la declarația de independență în 2008.

### Irlanda de Nord
Rata înaltă de fertilitate a Irlandezilor catolici (40.8% din populația statului), creează o stare de tensiune permanentă din parte Britanicilor protestanți (41.6%).

### India
Mulți hinduși văd în musulmani o "amenințare demografică", din cauza creșterii demografice mari, având o rată de fertilitate ridicată și din cauza imigrației ilegale din Bangladesh.

### Israel
În anii 1950 Șoham Melamad a constatat că rata fertilității arabilor era mai mare, văzând în aceasta ca o amenințare demografică pentru națiunea ebraică. În 1967 în timpul Maarivului un editorialist a sugerat că evreii ar trebui să fie încurajați să aibă familii mari, în timp ce contra palestinienilor din Cisiordania și Fâșia Gaza ar trebui să se adopte măsuri de control al natalității. Moșe Schnitzer de asemenea, a pledat pentru adoptarea unei politici deschise pentru încurajarea arabilor să emigreze peste hotare. 
În 2003, Beniamin Netaniahu, a afirmat că dacă procentul de cetățeni arabi din Israel se ridică peste nivelul actual de aproximativ 20%, Israelul nu ar fi în măsură să-și păstreze majoritatea evreiască, bazată în auto-definirea sa ca un "stat democratic evreiesc". În mai 2009, Michael Oren, ambasadorul israelian în Statele Unite ale Americii, a afirmat "amenințarea demografică arabă" ca fiind una dintre cele "Șapte amenințări existențiale" cu care se confruntă Israelul. În 2011 Israelul a aprobat un plan de a muta cu forța zeci de mii de beduini în "așezările de barăci aprobate de guvern" ceva etichetat cu o purificare etnică.

### Malaezia
Guvernul malaezian a fost acuzat de efectuarea Proiectului IC pentru a modifica structura etnică a statului Sabah.

### Rusia
Rusia se teme de o "amenințarea demografică" ce rezidă în rata înaltă a natalității populației musulmane (ceceni, inguși, avari, lezghini, cumâci, cerchezi, etc.) din Caucazul de Nord, cât și din cauza potențialului de imigrare chinez asupra regiunilor sale slab populate din Extremul Orient.

### Statele Unite
Unele voci din Statele Unite și-au exprimat îngrijorarea cu privire la "amenințarea demografică", reprezentată de milioanele de imigranți ilegali proveniți din Mexic și America Latină, precum și urmașii lor. George Friedman, șeful STRATFOR, a prezis că mexicanii va fi o majoritate în sud-vestul statele Unite ale Americii până la sfârșitul secolului al XXI-lea.